# بتيرين
البتيرين مركب حلقي غير متجانس صيغته C6H5N5O وهو مشتق من البتيريدينات.
تسمى المركبات المشتقة من البتيرين باسم بتيرينات؛ وقد عزلت لأول مرة من الخضاب الطبيعي الموجود في أجنحة بعض أنواع الفراشات، ومن هنا أتت التسمية، إذ أن كلمة πτερόν (بترون) تعني جناح في الإغريقية.

## التحضير
يمكن أن تتم عملية التحضير من تفاعل الإستر الميثيلي لكربوكسيل 3-كلورو البيرازين مع كربونات الغوانيدينيوم الهيدروجينية.
أو من تفاعل 5,4,2-ثلاثي أمينو-6-هيدروكسي البيريميدين مع الغليوكسال:

## الخواص
يمكن أن يوجد المركب على صِنوَين (توتوميرين)

## معرض صور

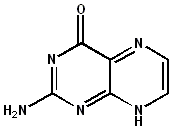
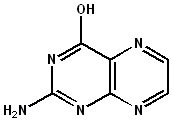
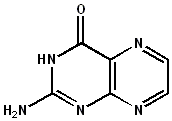
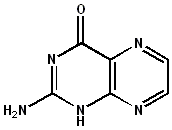
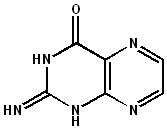